# دوريفا
دوريفا (بالبرتغالية: Doriva‏) (بالبرتغالية:Dorival Guidoni Júnior) هو دوريفال غيدوني جونيور ، ولد في 28 مايو 1972 في ساو باولو في البرازيل، لاعب كرة قدم برازيلي، شارك مع منتخب بلاده في كأس العالم 1998 .

## روابط خارجية
- دوريفا على موقع الاتحاد الدولي (مؤرشف)  (الإنجليزية)
- دوريفا على موقع الاتحاد الأوربي (الإنجليزية)
- دوريفا على موقع قاعدة بيانات كرة القدم.إي يو (الإنجليزية)
- دوريفا على موقع ناشيونال فوتبول تيمز (الإنجليزية)
- دوريفا على موقع Soccerbase.com (لاعب) (الإنجليزية)
- دوريفا على موقع عالم كرة القدم.نت (الإنجليزية)
- دوريفا على موقع كووورة